# Cappella Petrucci
La cappella Petrucci è una cappella sepolcrale della famiglia Petrucci, situata sotto la tribuna dell'altare maggiore della chiesa di San Domenico a Orvieto.
Fu progettata da Michele Sanmicheli e realizzata tra il 1516 e il 1518. Costituita da tre vani cui si accede scendendo due scale simmetriche, un armonioso esempio di architettura a pianta centrale del rinascimento, nonché una delle più monumentali e insolite cappelle famigliari di quel tempo.
L'attuale impianto della cappella si discosta però notevolmente da quello voluto da Sanmicheli. Lavori di rifacimento della cappella superiori, voluti intorno agli anni 70 del XVI secolo per adeguarla alle nuove esigenze liturgiche, ne hanno stravolto la struttura. 
Per il suo progetto, Sanmicheli, si ispirò ai musolei dell'antica Roma, come testimonia il disegno delle nicchie sugli assi diagonali. 